# Радиоспорт

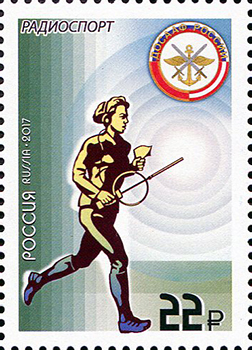
Почтовая марка России, 2017 год

Радиоспорт — технический вид спорта, включающий различные комплексные соревнования с использованием приёмной и передающей радиоаппаратуры в сочетании с общефизическими упражнениями.
Радиоспорт объединяет спортивные дисциплины, связанные с передачей сообщений по радио (радиосвязь) и извлечением информации о местоположении (радиопеленгация) с помощью радиосредств в рамках любительской службы радиосвязи:
- скоростную радиотелеграфию (СРТ) – прием и передачу сообщений (радиограмм) на скорость с использованием кода Морзе;
- спортивную радиопеленгацию (включает несколько дисциплин) – поиск размещенных в лесу и на пересеченной местности радиопередатчиков в простонародье "лис", с помощью портативного радиопеленгатора;
- радиосвязь на КВ (включает несколько дисциплин) и УКВ – установление радиосвязей с другими участниками эфира.
- радиомногоборье (включает несколько дисциплин) – упражнения, аналогичные СРТ и радиосвязи на КВ, а также обмен радиограммами в сети радиостанций и спортивное ориентирование.

Радиоспорт координируется Международным радиолюбительским союзом (IARU), основанным в 1925 году. Чемпионат Европы и чемпионат мира проводятся ежегодно.

## История
В СССР первые всесоюзные соревнования среди коротковолновиков прошли в 1927 году, а в январе-феврале 1928 года такие соревнования стали международными, помимо советских в них участвовали радиолюбители из Испании.
В августе 1936 года во время XI Олимпийских Игр в Берлине Германия провела также и международный DX-контест DJDC. Эти соревнования впоследствии развились в турниры WAEDC (European DX Contest), которые в настоящее время имеют статус первенства Европы. Первые всесоюзные соревнования по скоростной радиотелеграфии прошли в Советском Союзе в 1940 году. Скоростная радиопеленгация стала видом спорта, по котором проходят всесоюзные соревнования в 1957 году. Первый чемпионат Европы по радиоспорту прошёл в Швеции в 1961 году. На нём победил советский радиолюбитель Александр Акимов. В 1963 году прошёл первый всесоюзный турнир по УКВ-радиосвязи.